# Бедренец розовоцветный
Бе́дренец розовоцветный (лат. Pimpinella rhodantha) — многолетнее травянистое растение, вид рода Зонтичные (Apiaceae) семейства Зонтичные (Apiaceae).

## Распространение и экология
Ареал вида охватывает Северный Кавказ, Закавказье, Малую Азию и Иран.
Произрастает на субальпийских лугах.

## Ботаническое описание
Корневище короткое, восходящее. Стебель высотой 20—100 см высотой. В нижней половине тонко опушённый, ветвистый, ребристый.
Прикорневые листья в очертании продолговатые, шириной 3—5 см, длиной вместе с черешком 10—20 см, просто перистые, на более менее длинных черешках, сразу переходящих в расширенное, беловатое или фиолетово-окрашенное влагалище, доли листа широкояйцевидные или продолговатые, острые или тупые, крупно надрезанно-зубчатые, иногда почти лопастные. Нижние листья на коротких черешочках; верхние — длиной 1,5—2,4 см, шириной 1—2 см, сидячие, более мелкие и сильнее надрезанные, почти дважды перистые, с продолговато-линейными дольками.
Зонтики с 10—20 гладкими, почти одинаковыми по длине лучами, в поперечнике 2,5—5 см; обёртки и обёрточки отсутствуют; цветоножки более менее волосистые; лепестки розово-пурпуровые, редко белые.
Плоды голые, яйцевидные, длиной 2,5 мм, шириной 1,2 мм, подстолбие почти округлое.

## Значение и применение
Хорошо или удовлетворительно поедается крупным рогатым скотом, лошадьми, овцами на пастбище. В сене поедается всеми животными хорошо.

## Таксономия
Вид Бедренец розовоцветный входит в род Бедренец (Pimpinella) семейства Зонтичные (Apiaceae) порядка Зонтикоцветные (Apiales).
|  |                                      |  |                                                             |                                                             |                     |  | ещё 8 семейства (согласно Системе APG II) | ещё 8 семейства (согласно Системе APG II) |                            |  |  |  | ещё около 150 видов |
|  |                                      |  |                                                             |                                                             |                     |  | ещё 8 семейства (согласно Системе APG II) | ещё 8 семейства (согласно Системе APG II) |                            |  |  |  | ещё около 150 видов |
|  |                                      |  |                                                             | порядок Зонтикоцветные                                      |                     |  |                                           |                                           | род Бедренец               |  |  |  |                     |
|  |                                      |  |                                                             | порядок Зонтикоцветные                                      |                     |  |                                           |                                           | род Бедренец               |  |  |  |                     |
|  | отдел Цветковые, или Покрытосеменные |  |                                                             |                                                             | семейство Зонтичные |  |                                           |                                           | вид Бедренец розовоцветный |  |  |  |                     |
|  | отдел Цветковые, или Покрытосеменные |  |                                                             |                                                             | семейство Зонтичные |  |                                           |                                           |                            |  |  |  |                     |
|  |                                      |  | ещё 44 порядка цветковых растений (согласно Системе APG II) | ещё 44 порядка цветковых растений (согласно Системе APG II) |                     |  |                                           | ещё более 300 родов                       | ещё более 300 родов        |  |  |  |                     |
|  |                                      |  |                                                             | ещё 44 порядка цветковых растений (согласно Системе APG II) |                     |  |                                           |                                           | ещё более 300 родов        |  |  |  |                     |